# Scinax danae
Espèce
Synonymes
- Ololygon danae Duellman, 1986

Statut de conservation UICN

 DD  : Données insuffisantes
Scinax danae est une espèce d'amphibiens de la famille des Hylidae.

## Répartition
Cette espèce est endémique de l'État de Bolívar au Venezuela. Elle se rencontre entre 180 et 1 250 m d'altitude dans la sierra de Lema,.

## Étymologie
Cette espèce est nommée en référence à Dana K. Duellman, la fille de William Edward Duellman.

## Publication originale
- Duellman, 1986 : Two New Species of Ololygon (Anura: Hylidae) from the Venezuelan Guyana. Copeia, vol. 1986, no 4, p. 864-870.